# Jack Binion
Jack Binion (Dallas, 21 febbraio 1937) è un imprenditore e dirigente d'azienda statunitense, membro del Poker Hall of Fame dal 2005.
Figlio del magnate dei casinò Benny Binion, inizia a lavorare per il padre al Binion's Horseshoe, la prima casa da gioco di Las Vegas. Ne diviene presidente già nel 1963.
Negli anni Binion diventa una figura chiave nel mondo dell'industria del gioco. Grazie al suo contributo, il Binion's Horseshoe diviene un'icona di Las Vegas e un punto di riferimento per i giocatori di poker: la prima edizione delle WSOP (ideate dal padre Benny) si tiene proprio al Binion's, e lì vi resteranno fino al 2004.
Nel 1994 fonda la "Horseshoe Gaming Holding Corporation", ed apre due nuovi Horseshoe Casino a Bossier City e Tunica. Nel 1999 acquisisce i casinò della "Empress Casinos" a Joliet (Illinois) e Hammond (Indiana); nel 2001 vende quest'ultimo, e converte quello di Joliet nel terzo casinò Horseshoe. Nel settembre 2003 cede la "Horseshoe Gaming Holding Corporation", e tutte le proprietà ad essa legate, alla "Harrah's Entertainment" (oggi Caesars Entertainment Corporation) per la cifra di 1.45 Miliardi di dollari. Nel 2006 viene nominato presidente del consiglio di amministrazione di Wynn Resorts Limited; ruolo che ha successivamente lasciato, pur rimanendo in società nelle vesti di consulente.
Per il suo contributo al mondo del poker, nel 2005 è stato inserito nel Poker Hall of Fame.